# Rellenitos de plátano

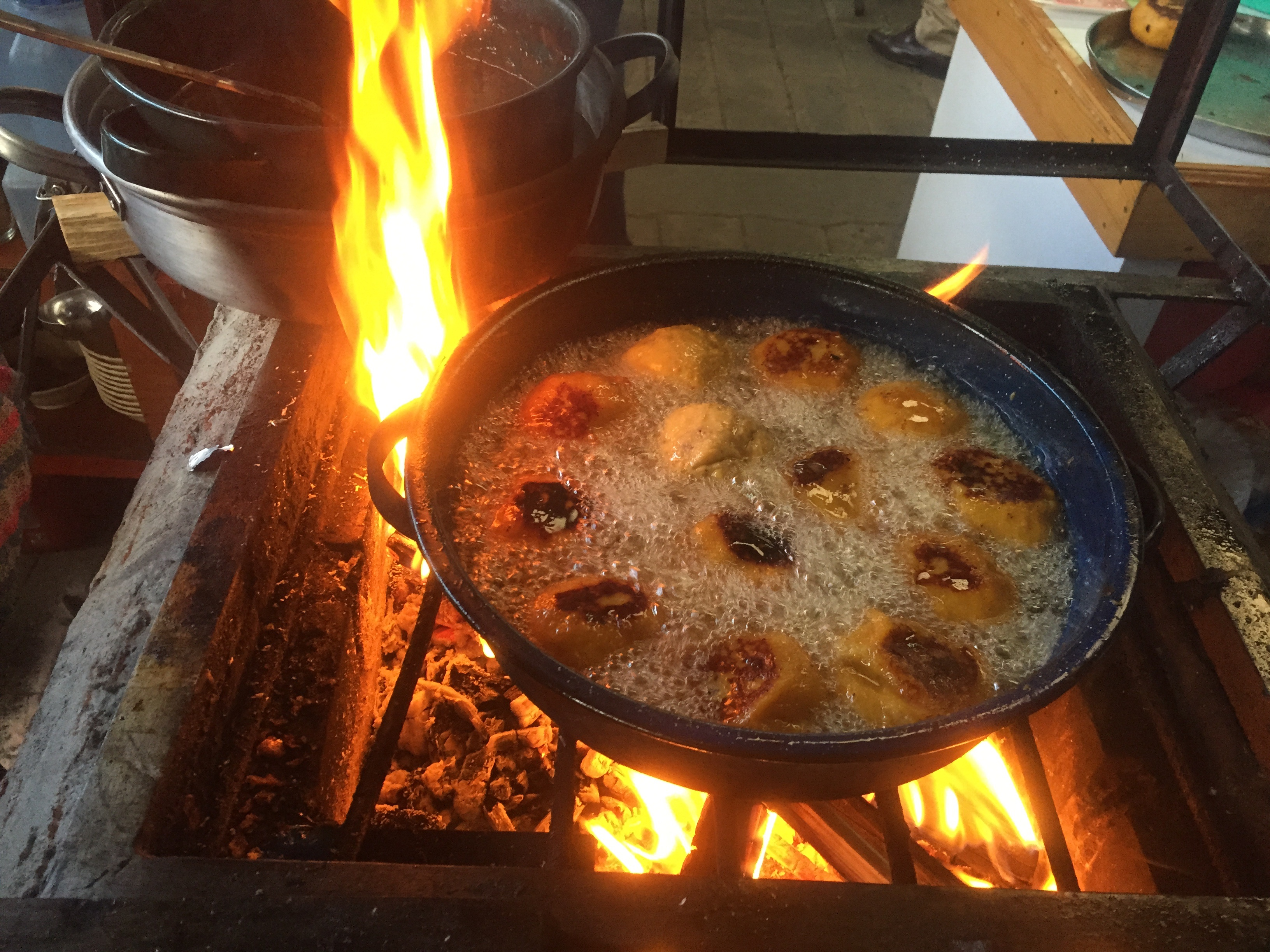
Bananes plantain an train de cuire pour préparer des rellenitos de plátano.

Les rellenitos de plátano (« fourrés de banane ») sont un dessert typique du Guatemala, à base de bananes plantain et de haricots noirs. Ce sont des beignets de bananes écrasées fourrées de purée de haricot sucré, puis frite a l'huile et saupoudrées de sucre glace. C'est un plat emblématique de la cuisine guatémaltèque, au croisement des cultures espagnole et maya.